# Flesh Tone
Flesh Tone es el quinto álbum de estudio de la cantautora estadounidense Kelis. El álbum involucra la producción de David Guetta, Will.i.am, Jean Baptiste, Alle y Benny Benassi, Boys Noize, Burns, Tocadisco y Replay. Fue lanzado el 17 de mayo de 2010.
Se rumoreó la colaboración de artistas y productores como el caso de Diplo, Switch, Hercules and Love Affair, Royksopp pero fueron descartados. Las canciones "Alive" (producida por Diplo) y "Carefree American" producida por Jean Baptiste no fueron incluidas en la versión estándar del álbum.

## Sencillos
- «Acapella» producida por David Guetta, fue su primer sencillo.

- Su segundo sencillo fue "4th of July (Fireworks)". Incluye el sampleo de la canción de Lioness - You're My Heart (Pilotpriest Remix).

- El tercer sencillo fue “Scream”, la canción producida por David Guetta y El Tocadisco, fue lanzada el 10 de octubre de 2010, incluyendo remixes de AL-P de MSTRKRFT, LA Riots, Russ Chimes, RUXPIN, Shameboy y Buzz Junkies.[5]

- El cuarto sencillo fue “Brave”, la canción producida por los primos Alle y Benny Benassi, fue lanzada el 9 de enero de 2011, incluyendo remixes de Third Party, Dark Sky, Gemini, Marc Spence y Arveene & Misk.[6]

## Lista de canciones
| N.º | Título                              | Escritor(es)                                                                                        | Productor(es)                    | Duración |  |
| 1.  | «Intro»                             | Kelis, Burns, Jean Baptiste Kouame                                                                  | Burns                            | 3:31     |  |
| 2.  | «22nd Century / Segue 1»            | Kelis, Baptiste, Alex Ridha, Andreas Meid, Ian O'Brian Docker                                       | Boys Noize                       | 4:55     |  |
| 3.  | «4th of July (Fireworks) / Segue 2» | Kelis, Baptiste, DJ Ammo, Jamie Munson, Anthony Burns, Vanessa Fischer, Ronald Morris, Jeff Scheven | DJ Ammo                          | 5:40     |  |
| 4.  | «Home / Segue 3»                    | Kelis, Baptiste, Nick Marsh                                                                         | Free School                      | 4:03     |  |
| 5.  | «A capela / Segue 4»                | Kelis, David Guetta, Fred Riesterer, Baptiste, Makeba Riddick                                       | David Guetta, Fred Riesterer*    | 4:28     |  |
| 6.  | «Scream»                            | Kelis, Guetta, Baptiste, Roman de Garcez                                                            | David Guetta, El Tocadisco*      | 3:30     |  |
| 7.  | «Emancipate / Segue 5»              | Kelis, Baptiste, Benny Benassi, Alle Benassi                                                        | Alle & Benny Benassi             | 4:26     |  |
| 8.  | «Brave / Segue 6»                   | Kelis, James Fauntleroy II, William Adams, Baptiste                                                 | Alle & Benny Benassi, will.i.am* | 3:32     |  |
| 9.  | «Song for the Baby»                 | Kelis, Baptiste, Michael McHenry, Printz Boards, Alain Whyte                                        | Free School                      | 3:42     |  |

| UK iTunes pre-order bonus track |                                  |          |  |
| N.º                             | Título                           | Duración |  |
| 10.                             | «A capela» (Benny Benassi Remix) | 6:18     |  |

| U.S. iTunes bonus track |                     |          |  |
| N.º                     | Título              | Duración |  |
| 10.                     | «Carefree American» | 3:09     |  |

- * indica Coproductor